# Doug Watkins
Doug Watkins, właśc. Douglas Watkins (ur. 2 marca 1934 w Detroit, zm. 5 lutego 1962 w Holbrook) – amerykański kontrabasista jazzowy.

## Życiorys
W wieku 22 lat wystąpił z Sonnym Rollinsem na jego płycie Saxophone Colossus. Następnie został członkiem oryginalnego składu zespołu Arta Blakeya Jazz Messengers. Po odejściu stamtąd wraz z Horace’em Silverem występował w zespole Silvera.
W 1958 wziął udział w europejskim tournée Donalda Byrda, podczas którego nagrał dwie płyty.
Zginął w wypadku drogowym. Prowadząc samochód zasnął na kierownicą i zderzył się z nadjeżdżającą ciężarówką. Jadący z nim muzycy Roland Hanna i Bill Hardman przeżyli.
Przyjacielem Watkinsa był inny wybitny kontrabasista Paul Chambers. Byli do siebie podobni i często uważano ich za kuzynów.
Watkins nagrał tylko dwie płyty jako lider. Na drugiej z nich Soulnik gra na wiolonczeli, a na kontrabasie zastępuje go Herman Wright.

## Dyskografia

### Jako lider
- Watkins at Large (Transition Records, 1956)
- Soulnik (New Jazz, 1960)

### Jako muzyk sesyjny
z Pepperem Adamsem
- Baritones and French Horns (1957)
- The Pepper-Knepper Quintet (MetroJazz, 1958)
- Critic's Choice (1957)
- 10 to 4 at the 5 Spot (Riverside, 1958)

z Gene’em Ammonsem
- Jammin' with Gene (Prestige, 1956)
- Funky (Prestige, 1957)
- Blue Gene (Prestige, 1958)
- Boss Tenor (Prestige, 1960)
- Velvet Soul (Prestige, 1960)
- Angel Eyes (Prestige, 1960)
- Nice an' Cool (Moodsville, 1961)
- Jug (Prestige, 1961)

z Artem Blakeyem
- At the Cafe Bohemia, Vol. 1 (Blue Note, 1955)
- At the Cafe Bohemia, Vol. 2 (Blue Note, 1955)
- Originally (Columbia, 1956 [1982])

z Tiną Brooksem
- Minor Move (Blue Note, 1958)

z Kennym Burrellem
- All Night Long (Prestige, 1956)
- All Day Long (Prestige, 1957)
- Kenny Burrell (Prestige, 1957)
- K. B. Blues (Blue Note, 1957)
- 2 Guitars – z Jimmym Raneyem (Prestige, 1957)

z Donaldem Byrdem
- Byrd's Eye View (Transition, 1955)
- Byrd Blows on Beacon Hill (Transition, 1956)
- 2 Trumpets (Prestige, 1956) – z Artem Farmerem
- Jazz Eyes (Regent, 1957) – z Johnem Jenkinsem
- Byrd in Paris (Brunswick, 1958)
- Parisian Thoroughfare (Brunswick, 1958)
- Fuego (Blue Note, 1959)
- Byrd in Flight (Blue Note, 1960)
- Chant (Blue Note, 1961)

z Johnem Coltrane’em
- Dakar (Prestige, 1957)

z Tommym Flanaganem
- The Cats (Prestige, 1957)

z Curtisem Fullerem
- New Trombone (Prestige, 1957)

z Redem Garlandem
- Coleman Hawkins with the Red Garland Trio (Swingville, 1959)
- Satin Doll (Prestige, 1959)
- Rediscovered Masters (Prestige, 1959)

z Bennym Golsonem
- Gettin' with It (New Jazz, 1959)

z Wilburem Hardenem
- Mainstream 1958 (Savoy, 1958)

z Thadem Jonesem
- Mad Thad (Period, 1957)
- Olio (Prestige, 1957)

z Billem Hardmanem
- Saying Something (Savoy, 1961)

z Yusefem Lateefem
- Jazz for the Thinker (Savoy, 1957)
- Jazz Mood (Savoy, 1957)

z Jackie McLeanem
- Presenting Jackie McLean (Jubilee, 1955)
- Lights Out! (Prestige, 1956)
- 4, 5 and 6 (Prestige, 1956)
- Jackie McLean & Co. (Prestige, 1957)
- Alto Madness (Prestige, 1957) – z Johnem Jenkinsem
- Bluesnik (Blue Note, 1961)

z Charlesem Mingusem
- Oh Yeah (Atlantic, 1961)
- Tonight at Noon (Atlantic, 1961)

z Hankiem Mobleyem
- Hank Mobley Quartet (Blue Note, 1955)
- The Jazz Message of Hank Mobley (Savoy, 1956)
- Mobley's Message (Prestige, 1956)
- Mobley's 2nd Message (Prestige, 1956)
- Jazz Message No. 2 (Savoy, 1956)
- Hank Mobley and his All Stars (Blue Note, 1957)
- Hank Mobley Quintet (Blue Note, 1957)

z Lee Morganem
- Introducing Lee Morgan (Savoy, 1956)
- Candy (Blue Note, 1957)

z the Prestige All Stars
- Wheelin' & Dealin' (Prestige, 1957)

z Paulem Quinichette’em
- On the Sunny Side (Prestige, 1957)

z Dizzym Reece
- Soundin' Off (Blue Note, 1960)

z Ritą Reys
- The Cool Voice of Rita Reys (Columbia, 1956)

z Sonnym Rollinsem
- Saxophone Colossus (Prestige, 1956)
- Newk’s Time (Blue Note, 1957)

z Horace’em Silverem
- Horace Silver and the Jazz Messengers (Blue Note, 1955)
- Silver’s Blue (Columbia, 1956)
- 6 Pieces of Silver (Blue Note, 1956)

z Louisem Smithem
- Here Comes Louis Smith (Blue Note, 1957)

z Idreesem Suliemanem
- Roots (New Jazz, 1958)

z Billym Taylorem
- Interlude (Moodsville, 1961)

z Philem Woodsem
- Pairing Off (Prestige, 1956)